# Galdo (Campagna)
Galdo è una frazione di Campagna in provincia di Salerno.

## Geografia fisica
L'abitato si sviluppa in zona pianeggiante, fra il Quadrivio, le località Pezzarotonda, Rufigliano e il fiume Tenza lungo la SP 38 e la SP 235.

## Storia
Il toponimo deriva dal termine germanico wald indicante la presenza di un bosco. L'abitato è nato presumibilmente alla fine del 1800 a seguito dell'importanza della SP 38 che collega la Strada statale 91 della Valle del Sele con la Strada statale 19 delle Calabrie. Tale provinciale 38, ha collegato Campagna e tutte le sue frazioni allo svincolo autostradale sulla A3 Salerno-Reggio Calabria (posto in località Rufigliano), alla zona di insediamenti artigianali e alla stazione di Campagna sulla linea Salerno-Potenza.

## Monumenti e luoghi d'interesse
Non presenta alcun luogo di interesse storico. Antiche fattorie presenti nelle vicinanze sono state demolite a seguito del terremoto dell'Irpinia del 1980.

## Economia
Le principali risorse sono la coltivazione e la produzione dell'olio di oliva Colline Salernitane (DOP), l'allevamento bovino e la produzione casearia. Sono presenti diverse attività di ristorazione.